# Lijst van beschermd erfgoed in Eghezée
Onderstaande tabel geeft een overzicht van de beschermde erfgoederen in de gemeente Éghezée. Het beschermd erfgoed maakt deel uit van het cultureel erfgoed in België.
| Object | Bouwjaar/architect | Deelgemeente     | Adres | Coördinaten                   | Nummer?                | Afbeelding |
| --- | ------------------ | ---------------- | ----- | ----------------------------- | ---------------------- | --- |
| Combinatie van het kasteel, de boerderij en de omliggende grond in Aische-en-Refail |                    | Aische-en-Refail |       | 50° 35' 46" NB, 4° 49' 29" OL | 92035-CLT-0001-01 Info | Combinatie van het kasteel, de boerderij en de omliggende grond in Aische-en-Refail |
| De kerk van St. Martin in Harlue (M) en de groep gevormd door de kerk, de pastorie, het kasteel, de laan van bomen die van de brug over de kreek "De Mark" aan de ingang van de kerk en het kasteel en het omringende land |                    | Harlue           |       | 50° 36' 30" NB, 4° 54' 48" OL | 92035-CLT-0002-01 Info | De kerk van St. Martin in Harlue (M) en de groep gevormd door de kerk, de pastorie, het kasteel, de laan van bomen die van de brug over de kreek "De Mark" aan de ingang van de kerk en het kasteel en het omringende land |
| De oude eik Liernu |                    | Liernu           |       | 50° 35' 3" NB, 4° 49' 40" OL  | 92035-CLT-0003-01 Info | De oude eik Liernu |
| De toren en het schip van de kerk van Saint-Germain (M) en alle-gevormd door de genoemde kerk, de begraafplaats en de omliggende muur (S) |                    |                  |       | 50° 34' 22" NB, 4° 50' 36" OL | 92035-CLT-0004-01 Info | De toren en het schip van de kerk van Saint-Germain (M) en alle-gevormd door de genoemde kerk, de begraafplaats en de omliggende muur (S)                                                                                  |
| De gevels en daken van de boerderij en de bestrating van de binnenplaats van de boerderij Monceau Mehaigne (M) en de groep wordt gevormd door het gebouw en de omliggende land |                    | Mehaigne         |       | 50° 35' 29" NB, 4° 52' 3" OL  | 92035-CLT-0006-01 Info | De gevels en daken van de boerderij en de bestrating van de binnenplaats van de boerderij Monceau Mehaigne (M) en de groep wordt gevormd door het gebouw en de omliggende land                                             |
| De hele kapel van het Croix-Monet en de gevels en daken van het huis van de kapelaan (M) en de montage gevormd door de twee gebouwen en de omliggende gronden (S)-en-Aische Refail |                    | Aische-en-Refail |       | 50° 35' 33" NB, 4° 49' 49" OL | 92035-CLT-0007-01 Info | De hele kapel van het Croix-Monet en de gevels en daken van het huis van de kapelaan (M) en de montage gevormd door de twee gebouwen en de omliggende gronden (S)-en-Aische Refail                                         |
| De ruïnes van het kasteel Aische-en-Refail en de boerderij aangrenzend, de schuur in zijn geheel met de structuur, de gevels en daken van alle gebouwen op de boerderij, de oude toren van het kasteel, de omringende muren, de zijkanten van de kasteelmuren en de toegang tot brug en als laatste de paren van pilaren die de ingang markeren, gevels en daken van de kleine gebouw (een voormalige bakkerij of een smederij), dat staat aan de linker voorzijde van de belangrijkste poort |                    | Aische-en-Refail |       | 50° 35' 48" NB, 4° 49' 45" OL | 92035-CLT-0008-01 Info | |
| De hele schuur gelegen aan de rue du Gros Chene, nr. 1 tot Liernu (M) en de groep gevormd door haar en het omliggende land |                    | Liernu           |       | 50° 35' 0" NB, 4° 49' 44" OL  | 92035-CLT-0010-01 Info | De hele schuur gelegen aan de rue du Gros Chene, nr. 1 tot Liernu (M) en de groep gevormd door haar en het omliggende land                                                                                                 |
| De gevels en daken van de gebouwen als het voorhuis van de boerderij Dethy van 1806 |                    | Taviers          |       | 50° 37' 4" NB, 4° 55' 45" OL  | 92035-CLT-0011-01 Info | De gevels en daken van de gebouwen als het voorhuis van de boerderij Dethy van 1806 |
| De gevels en daken van de kapel St. Peter Franquenée |                    | Taviers          |       | 50° 37' 14" NB, 4° 56' 33" OL | 92035-CLT-0014-01 Info | De gevels en daken van de kapel St. Peter Franquenée |
| De oude eik Liernu |                    | Liernu           |       | 50° 35' 3" NB, 4° 49' 40" OL  | 92035-PEX-0001-01 Info | De oude eik Liernu |